# Gilbert Roberts
Pour les articles homonymes, voir Roberts.
Sir Gilbert Roberts (18 février 1899 - 1er janvier 1978) est un ingénieur civil britannique qui a conçu de nombreux ponts célèbres dans le monde entier.
(Note : il ne doit pas être confondu avec Gilbert Roberts (en) (1900-1986), officier de la Royal Navy, commandant de l'école anti U-Boote de Liverpool).

## Éducation
Roberts est né à Hampstead, au nord de Londres, de Henry William Roberts, un pharmacien, et fait ses études à Bromley High School. Il part ensuite au Gresham College pour étudier l'ingénierie, mais au début de la Première Guerre mondiale, il rejoint le Royal Flying Corps.

## Carrière
Après avoir reçu une balle dans le genou en 1918 lors d'un bombardement, Roberts est renvoyé en Angleterre et reçoit une bourse de l'armée pour fréquenter le City and Guilds College de l'Imperial College, où il obtient son diplôme en 1923. Il devient ingénieur civil et travaille sur le pont du port de Sydney (1932) et le pont suspendu Otto Beit (1938) sur le fleuve Zambèze.

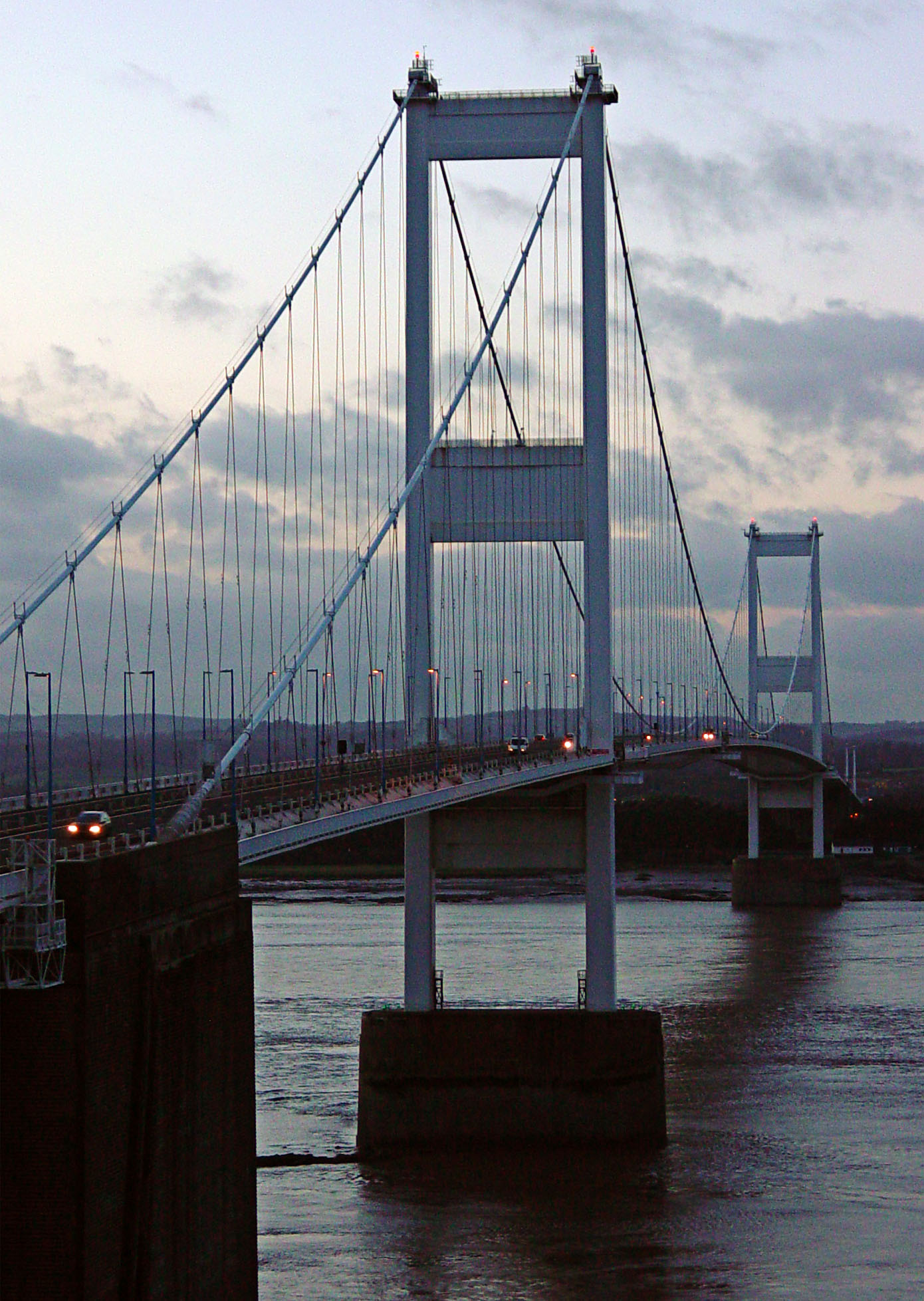
Pont de la Severn

En tant qu'associé principal de la société britannique Freeman Fox &amp; Partners, il conçoit, en collaboration avec William Brown, le pont de la rivière Volta (1957), le pont du port d'Auckland (1959-1971), le pont de la route du Forth (1964), le pont de la Severn (1966), le pont du Bosphore (1973) et le pont Humber (1981).
Roberts est fait chevalier en 1965. Il est élu membre de la Royal Society,

## Vie privée
Roberts épouse Elizabeth Nada Hora à Londres en 1935. Il est décédé au St Stephen's Hospital de Londres le 1er janvier 1978.